# Serie Radeon HD 4000
Radeon R700 es el nombre en clave de ingeniería para una serie de unidades de procesamiento de gráficos desarrollada por Advanced Micro Devices bajo la marca ATI. El chip base, cuyo nombre en código es RV770, fue anunciado y demostrado el 16 de junio de 2008 como parte del evento de medios de lanzamiento de la iniciativa FireStream 9250 y Cinema 2.0, con el lanzamiento oficial de la serie Radeon HD 4800 el 25 de junio de 2008. Otras variantes incluyen el RV790 orientado a entusiastas, el producto principal RV730, RV740 y el RV710 de nivel de entrada.
Su competencia directa fue la serie GeForce 200 de Nvidia, que se lanzó el mismo mes.

## Arquitectura
Este artículo trata sobre todos los productos de la marca "Radeon HD 4000 Series". Todos los productos implementan la microarquitectura TeraScale 1.

### Unidades de ejecución
El RV770 amplía la arquitectura de sombreado unificado del R600 al aumentar el número de unidades de procesamiento de flujo a 800 unidades (frente a las 320 unidades del R600), que se agrupan en 10 núcleos SIMD compuestos por 16 núcleos de sombreado que contienen 4 FP MADD/DP ALU y 1 MADD /ALU trascendental. El RV770 conserva el conteo de 4 clústeres ROP cuádruples del R600, sin embargo, son más rápidos y ahora tienen una resolución AA basada en hardware dedicado además de la resolución basada en sombreadores de la arquitectura R600. El RV770 también tiene 10 unidades de textura, cada una de las cuales puede manejar 4 direcciones, 16 muestras FP32 y 4 funciones de filtrado FP32 por ciclo de reloj.

### Memoria y buses internos
RV770 cuenta con un controlador de memoria de 256 bits y es la primera GPU que admite memoria GDDR5, que funciona a 900 MHz dando una tasa de transferencia efectiva de 3.6 GHz y ancho de banda de memoria de hasta 115 GB/s. El bus de anillo interno del R520 y R600 ha sido reemplazado por la combinación de una barra transversal y un centro interno.

### Aceleración de vídeo
El bloque SIP UVD 2.0-2.2 implementado en los chips de todas las GPU de escritorio de la serie Radeon HD 4000, la serie 48xx usa UVD 2.0, la serie 47xx-46xx-45xx-43xx usa UVD 2.2.
El soporte está disponible para Microsoft Windows en el lanzamiento, para Linux con Catalyst 8.10. El controlador gratuito y de código abierto requiere el kernel de Linux 3.10 en combinación con Mesa 9.1 (expuesto a través del ampliamente adoptado VDPAU)), que ofrece hardware completo MPEG-2, H.264/MPEG-4 AVC y VC-1 decodificación y el soporte para flujos de video duales, el Procesador de video avanzado (AVP) también vio una actualización con capacidad de mejora de DVD y función de contraste dinámico. La GPU de la serie RV770 también es compatible con la salida de espacio de color xvYCC y la salida de sonido envolvente 7.1 (LPCM, AC3, DTS) a través de HDMI. La GPU RV770 también admite una función de transcodificación de video acelerada (AVT), que tiene funciones de transcodificación de video asistidas por la GPU, a través del procesamiento de transmisión.

### Mejoras en la interconexión de GPU

Arquitectura de comunicaciones entre GPU R700

Esta generación de diseño de doble GPU conserva el uso de un puente PCI Express, PLX PEX 8647 con una disipación de potencia de 3,8 vatios incluida la compatibilidad con PCI Express 2.0, lo que permite dos GPU en la misma ranura PCI Express con el doble de ancho de banda que la generación anterior de producto (Radeon HD 3870 X2). Las generaciones posteriores de diseño de doble GPU también cuentan con una interconexión para las comunicaciones entre GPU mediante la implementación de un CrossFire X SidePort en cada GPU, lo que brinda un ancho de banda entre GPU full-duplex adicional de 5 GB/s. Estas dos características aumentan el ancho de banda total para diseños de doble GPU a 21,8 GB/s.

### Open CL (API)
OpenCL acelera muchos paquetes de software científico contra la CPU hasta el factor 10 o 100 y más. Open CL 1.0 a 1.1 son compatibles con todos los chips con RV7xx.

## productos de escritorio

### Radeon HD 4800
La Radeon HD 4850 se anunció el 19 de junio de 2008, mientras que la Radeon HD 4870 se anunció el 25 de junio de 2008. Ambos se basan en la GPU RV770, contienen 956 millones de transistores y producido en un proceso de 55 nm. La Radeon HD 4850 actualmente usa memoria GDDR3, mientras que la Radeon HD 4870 usa memoria GDDR5.
Otra variante, la Radeon HD 4830 se actualizó el 23 de octubre de 2008, con la GPU RV770 LE con una interfaz de memoria GDDR3 de 256 bits y 640 procesadores de sombreado. Básicamente el RV770 LE es un RV770 con algunas unidades funcionales deshabilitadas.
También se anunciaron productos de doble GPU que utilizan dos GPU RV770, cuyo nombre en código es R700. El 12 de agosto de 2008 se lanzó un producto llamado Radeon HD 4870 X2, con memoria GDDR5 de 2 × 1 GB, mientras que otro producto de doble GPU, Radeon HD 4850 X2, con memoria GDDR3 y velocidades de reloj más bajas, también está disponible.
Se introdujo una actualización menor el 2 de abril de 2009 con el lanzamiento de las tarjetas gráficas Radeon HD 4890 basadas en la GPU RV790. Con un diseño mejorado con condensadores de desacoplamiento para reducir el ruido de la señal, alteró la distribución de energía del ASIC y reprogramó todo el chip GPU, lo que resultó en un ligero aumento en el tamaño del troquel, pero en general una estabilidad mucho mejor a altas velocidades de reloj y un valor predeterminado más alto. reloj. El 18 de agosto de 2009, AMD lanzó una variante simplificada de la GPU RV790 denominada RV790GT que utiliza la Radeon HD 4860 y que ahora está disponible en todos los mercados.

### Radeon HD 4700

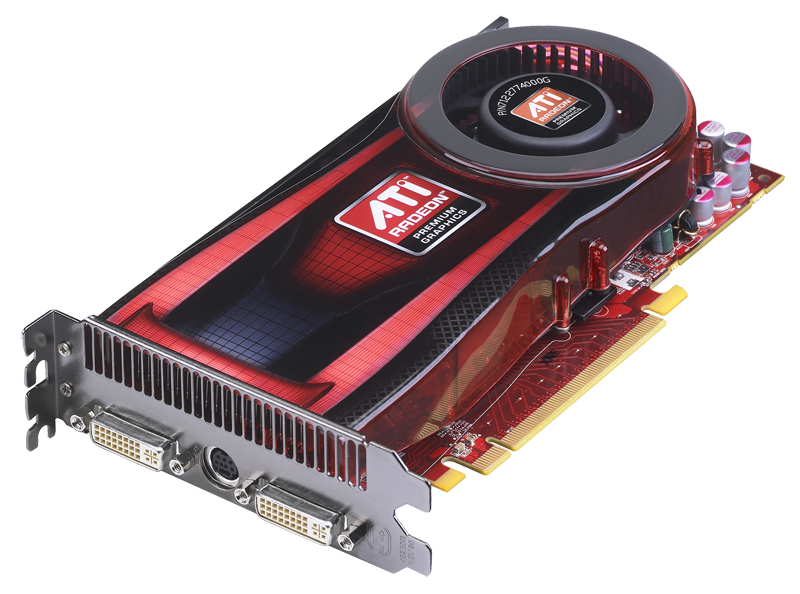
ATI Radeon HD 4770

La serie Radeon HD 4700 se anunció el 28 de abril de 2009. La Radeon HD 4770 se basa en la GPU RV740, incluye 826 millones de transistores y se produce con el último proceso de 40 nm. La Radeon HD 4730 se presentó el 8 de junio de 2009, a diferencia de la Radeon HD 4770 basada en RV740, la 4730 es una GPU RV770 simplificada de 55 nm, denominada RV770CE. El 4730 incluye 956 millones de transistores y usa memoria GDDR5 en un bus de 128 bits. El 9 de septiembre de 2009, la Radeon HD 4750 basada en RV740PRO se lanzó exclusivamente para el mercado chino. La Radeon HD 4750 se basa en el RV740 de 40 nm de la Radeon HD 4770, pero presenta una velocidad de reloj más baja y la ausencia de una entrada de alimentación auxiliar de seis pines.

### Radeon HD 4600
La serie Radeon HD 4600 se anunció el 10 de septiembre de 2008. Todas las variantes se basan en la GPU RV730, empaquetan 514 millones de transistores y se producen en un proceso de 55 nm. Los productos de la serie PCIe versión 4600 no requieren conectores de alimentación externos. Más recientemente, se lanzó una versión AGP del 4670. Esto requiere un conector de alimentación externo. A partir de marzo de 2018, esta escurridiza tarjeta AGP sigue siendo una de las últimas tarjetas que utilizan el antiguo autobús.

### Radeon HD 4300/HD 4500

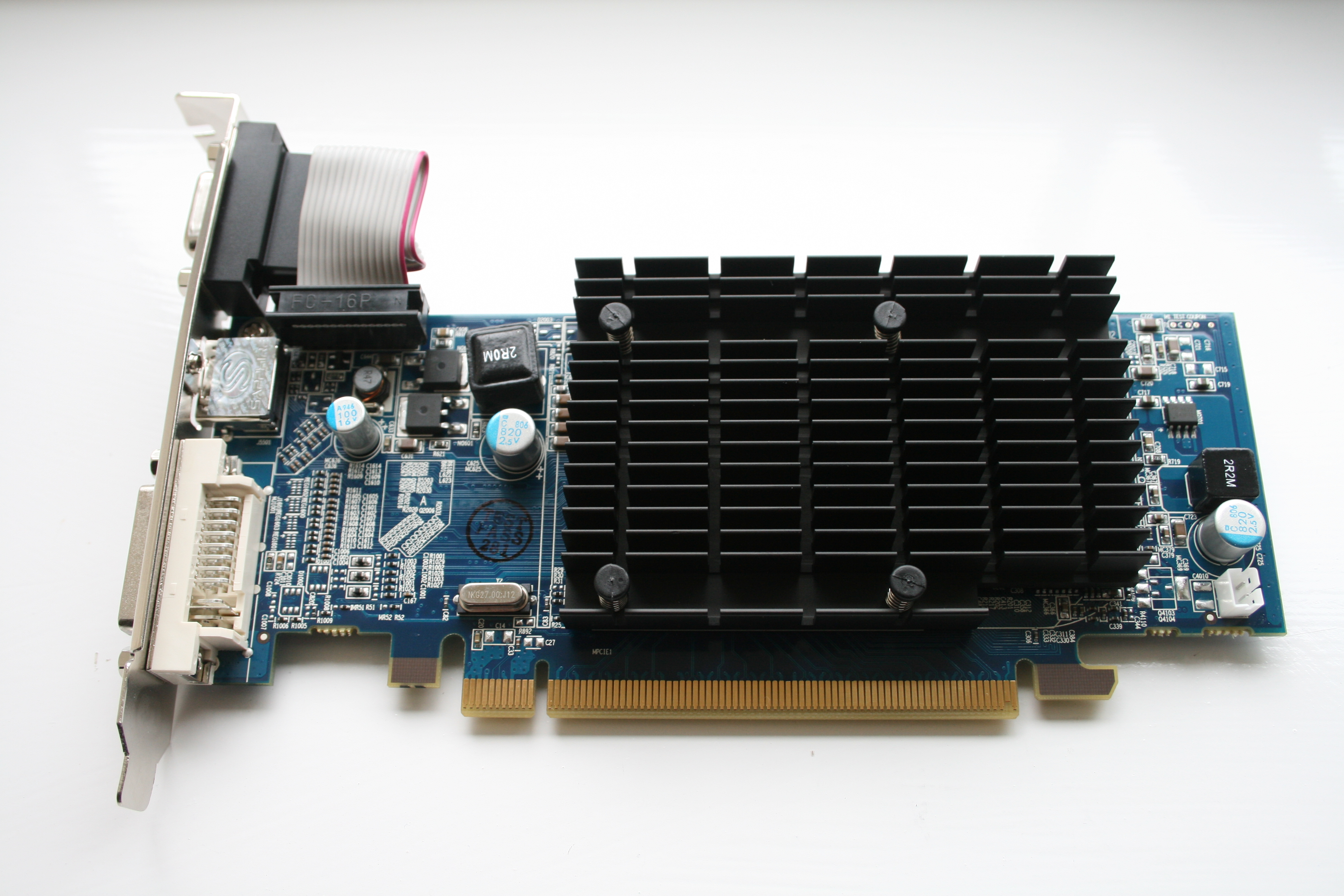
ATI Radeon HD 4550

Radeon HD 4350 y Radeon HD 4550 se anunciaron el 30 de septiembre de 2008, ambas basadas en la GPU RV710, con 242 millones de transistores y producidas en un proceso de 55 nm. Ambos productos usan memoria de video GDDR3, DDR3 o DDR2. AMD afirma que estos dos productos tienen un máximo de 20 W y 25 W de consumo de energía a plena carga, respectivamente.

## Controladores de dispositivos gráficos

### Controlador de dispositivo de gráficos propietario de AMD "Catalyst"
AMD Catalyst está siendo desarrollado para Microsoft Windows y Linux. A partir de julio de 2014, no se admiten oficialmente otros sistemas operativos. Esto puede ser diferente para la marca AMD FirePro, que se basa en hardware idéntico, pero cuenta con controladores de dispositivos gráficos con certificación OpenGL.
AMD Catalyst es compatible con todas las funciones anunciadas para la marca Radeon.
La serie Radeon HD 4000 se ha transferido al soporte heredado, donde los controladores se actualizarán solo para corregir errores en lugar de optimizarse para nuevas aplicaciones.

### Controlador de dispositivo de gráficos gratuito y de código abierto "Radeon"
Los controladores gratuitos y de código abierto se desarrollan principalmente en Linux y para Linux, pero también se han adaptado a otros sistemas operativos. Cada controlador se compone de cinco partes:
1. DRM del componente del kernel de Linux
2. Controlador KMS del componente del kernel de Linux: básicamente el controlador de dispositivo para el controlador de pantalla
3. Componente de espacio de usuario libDRM
4. Componente de espacio de usuario en Mesa 3D
5. Un controlador de dispositivo de gráficos 2D especial y distinto para X.Org Server, que finalmente está a punto de ser reemplazado por Glamour

El controlador de gráficos "Radeon" gratuito y de código abierto es compatible con la mayoría de las funciones implementadas en la línea de GPU Radeon.
Los controladores de dispositivos gráficos "Radeon" gratuitos y de código abierto no tienen ingeniería inversa, sino que se basan en la documentación publicada por AMD.